# Кузнецов, Андрей Михайлович
Андрей Михайлович Кузнецов (1901—1971) — советский деятель спецслужб, полковник государственной безопасности, нарком НКГБ-МГБ Карело-Финской ССР.

## Биография
Родился в семье рабочего, окончил начальное училище в Боровичах. В 1916—1920-х годах работал в Боровичах помощником делопроизводителя на заводе, счетоводом в больнице. С сентября 1919 года член РКП(б).
В 1920—1924 годах в РККА — счетовод-делопроизводитель 27-й дивизии Западного фронта, секретарь комиссара 380-го стрелкового полка. После учёбы на Смольнинских командных курсах при Петроградском губернском исполкоме назначен помощником командира взвода 6-го кавалерийского полка.
В 1924—1926 годах, после демобилизации из армии, работал счетоводом, кассиром, секретарём рабочего комитета на предприятиях в Боровичах.
В 1926 году принят на работу помощником уполномоченного ОГПУ Боровического района. В 1927—1929 годах — уполномоченный КРО Боровического окружного отдела ОГПУ Ленинградской области.
После окончания в 1930-м году курсов контрразведки при Высшей пограншколе ОГПУ назначен оперуполномоченным Новгородского оперативного сектора ОГПУ.
С 1932 года работает в Автономной Карельской ССР — оперуполномоченный КРО ГПУ АКССР, начальник Пряжинского и Кандалакшского районных отделов НКВД, начальник следственной части НКВД-НКГБ КАССР-КФССР. С началом Великой Отечественной войны назначен начальником КРО НКВД КФССР.
В 1943—1950-х годах — народный комиссар (министр) НКГБ-МГБ КФССР.
В 1950—1955-х годах в Татарской АССР— заместитель министра МГБ, заместитель министра МВД, заместитель председателя КГБ при Совете министров Татарской АССР.